# Vučedolkulturen

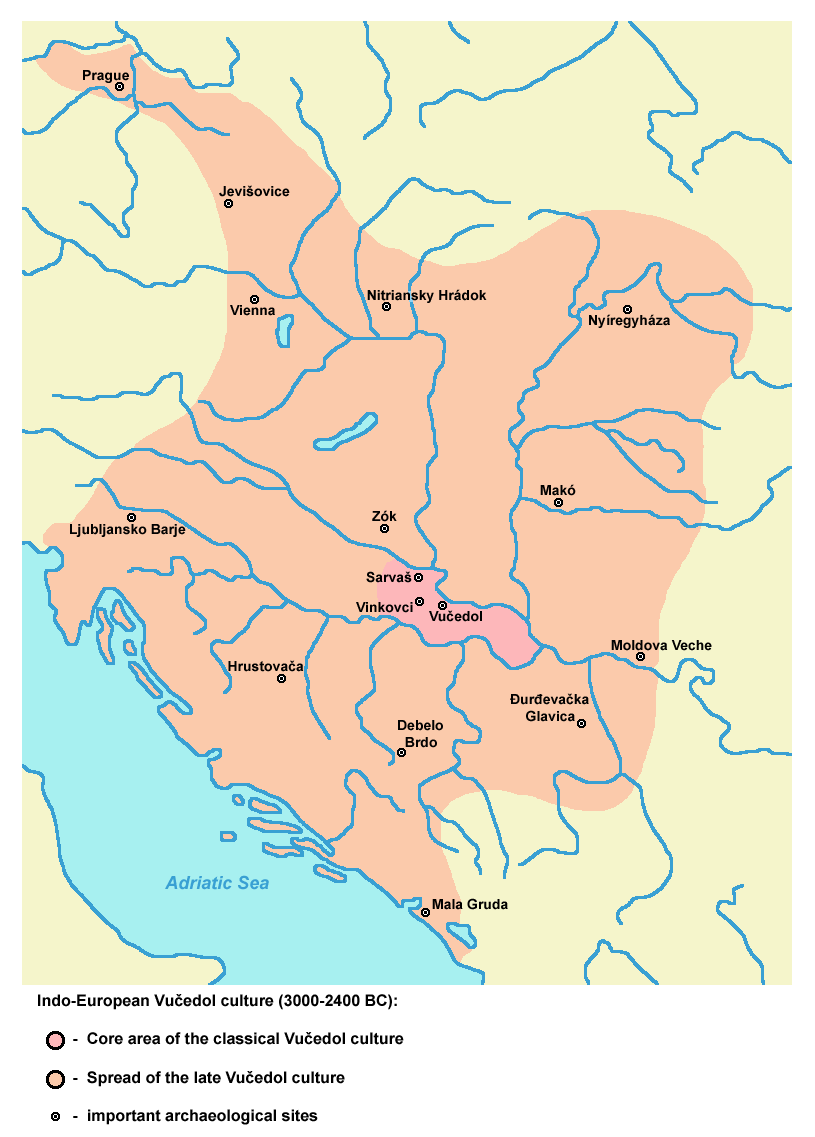
Vučedolkulturens geografiska spridning.

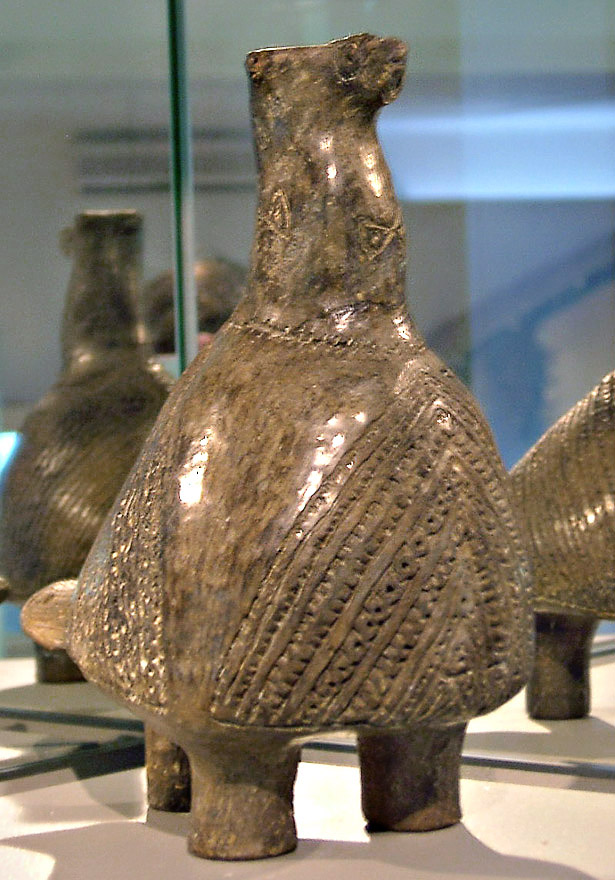
Vučedolduvan

Vučedolkulturen (kroatiska: Vučedolska kultura) var en kalkolitisk kultur som blomstrade 3000–2500 f.Kr. i vad som idag är landskapet Slavonien i östra Kroatien. Kulturen är uppkallad efter orten Vučedol som är belägen 5 km öster om staden Vukovar i dagens Kroatien. När kulturen stod på sin höjd hade den spridit sig över stora delar av sydöstra och centrala Europa, däribland dagens Österrike, Ungern, Slovakien och Rumänien.

## Forskningshistoria
Den första grävningen av en plats inom kulturen ägde rum 1875 genom Karl Dežman vid Laibacher Moor (kroatiska Ljubljansko barje). Den viktigaste utgrävningen för Vučedolkulturen utfördes av den tyske arkeologen Robert Rudolf Schmidt 1938 vid Vučedol nära Vukovar. Grävningen publicerades i Die Burg Vucedol. Denna boplats gav kulturen sitt namn.

## Utbredningsområde
Kulturen fanns i området söder om Donau och tros ha varit uppburen av en indoeuropeisk befolkning, men det är fortsatt inte säkert. Kulturen är en viktig kultur i övergången till metallålder och bildande av mera fasta aristokratiska krigiska samhällen.

## Social organisation
Jämfört med tidigare och samtida kulturer använde Vučedolkulturen en större mångfald av födokällor. Man jagade, fiskade och var jordbrukare och hade husdjur. Mångfalden i näringsfång gjorde att kulturen var mindre utsatt för dåliga skördar.
Enligt engelska wiki var samhällets ledare shaman och smed, i besittning av stjärnkunskap och kunskapen att undvika giftig arsenikgas som är förenad med teknologin i bronshantering. Han hade också en förståelse för årscykeln och tideräkning. Denne shahman-smed fick lida av de biologiska konsekvenserna av exponeringen för arsenik. Kroppskoordinationen blev sämre samtidigt som den sexuella potensen ökade. Enligt Alexander Durman, en kroatisk arkeolog, skulle det förklara: That is why all eneolithic, or later gods of metallurgy are identified with fertility, and also why all gods in almost all early cultures – limp. i svensk översättning: Det är därför alla eneolitiska, eller senare metallurgins gudar identifieras med fertilitet, och också varför alla gudar i nästan alla tidiga kulturer - haltar.
Under denna kultur förändrades den sociala organisationen på djupet och samhället klassindelades med följd att det växte fram en aristokrati av stammens militära elit. Samhället ändrades socialt, och stratifieringen framgår av de rika furstliga gravarna med rikedom och guldfynd.

## Keramik
I modern tid har kulturens keramik nått världsberömmelse. Ofta är kärlen dubbelkoniska med typiska ornament som utvecklades efterhand. Keramiken har typiska handtag som var nästan helt utan funktion, men som var en nyckel att förstå ornament som hade en symbolisk mening. Dessa ornament representerade idéer som: horisonten, berg, himmel, underjorden, solen, stjärnbilden Orion, Venus och så vidare.
Keramiken är gjord av finkornigt material och mycket rik i sina olika former. Dekorativa mönster är inskurna och har inlagda material, vanligen en vit pasta av malda snäckskal med harts som klister, tekniken kallas inkrustation. Mönstret avtecknar sig klart mot den mörka polerade kärlytan. Sällan hittas röda inlagor, som har skapats med hematitfärg. Keramikens ytor är oftast polerade och svarta. Ibland var också insidan av skålar intensivt dekorerad, så att de knappt var användbara. Muggar och koppar med separat hals är typiska. Fotskålar och amforor med rund botten var också vanliga, några med beläggning barbotin i kärlets nedre del.

### Vučedolduvan
Det mest berömda keramikföremålet i Vučedolkulturen tillverkades mellan 2800 och 2500 f.Kr och kallas efter en rätt spekulativ benämning av M. Seper, som hittade keramiken 1938, Vučedolduvan  (vučedolska golubica på kroatiska). Senare tolkning är att det är en rapphönshane, en symbol för fertilitet, vars haltande försvar mot rovdjur som attackerar ett rapphönsnäste, anknyter till en haltande shaman-smed. Detta enligt en lika spekulativ tolkning av Aleksandar Durman. Figuren är en artistisk skapelse och religiös symbol som också kan associeras med dyrkan av den stora modern. Kärlet är 19,5 cm högt och gjort av bränd lera. Tre symboler av dubbelyxor och ett halsband är ingraverade på dess nacke med linjer som täcker bröstet och vingarna och en ovanlig kam på baksidan av huvudet. Om det föreställer en tam duva så tämjdes denna fågel för 4 500 år sedan, mycket tidigare än vad vi har antagit tidigare, men det är en spekulation som saknar grund i det osteologiska materialet på platsen. Ritualkärlet är avbildad på baksidan av Kroatiens 20 kuna-sedel utgiven 1993 och 2001.

### Europas äldsta kalender
Ett av de mest berömda föremålen är ett kärl med bilder som ska vara en kalender baserad på den så kallade Orioncykeln. Den visar en serie stjärnbilder. Kärlet hittades i en gravhög mitt i centrum av den moderna staden Vinkovci. Föremålet är daterat till omkring år 2600 f.Kr. Kärlet visar den astrala kalendern för Vučedolkulturen. Fundamentalt är de fyra årstiderna. Förklaringen är att de fyra banden på kärlet visar de fyra årstiderna. Varje band är indelat i 12 delar (veckor). Varje box innehåller ett idiogram av himlakroppar som ligger på en särskilt plats vid horisonten vid solnedgången. Våren motsvaras av översta bandet. Referensplatsen på horisonten är då året börjar i skymningen på vårens första dag, när den dominerande vinterkonstellationen Orion sjunker under horisonten under flera månader och symboliskt ersätts av solen. Piktogrammen i boxarna representerar Orion, solen, Plejaderna, Cassiopeia (sommar- och vintervisning), Svanen, Tvillingarna och Fiskarna (med Pegasus). Om boxen är tom visar det att det inte fanns något vid horisonten vid motsvarande tid på året.

## Livsstil, bronsgjutning, handel och religion
Husen var byggda med lerklining. Vučedolbefolkningen bodde på markerade höjder med palissader som skydd. Husen var nedgrävda i marken, så kallade grophus. Det är kvadratiska eller runda hus med golv av bränd lera, men de kunde också vara svampformade. Härdarna var runda.
Kulturen hade ursprungligen en ekonomi relaterad till djurhållning, men under kopparåldern upptäckte man den tekniska processen att gjuta i tvådelade keramiska formar, en första serieproduktion inom bronstillverkningen. Kulturen producerade bronsföremål för export. De så kallade "stridsyxorna" av koppar är mest karakteristiska. De gjordes med tvådelade formar. Kulturen expanderade från ursprungsområdet i Slavonien (Kroatien) till ett större område i centrala och sydöstra Europa. Textiltillverkning är bevisad genom runda vävtyngder i lera.
Husen på Vučedols boplatser var också platser för födelse och begravningar. Flera skelettgravar har hittats i gamla gropar där det tidigare förvarats mat. Kropparna var placerade på ett rituellt sätt, med vissa gravar som tydde på människooffer. Det finns också märken på pannan hos vissa som skulle kunna vara märken efter en invigningsrit i tidig barndom av en droppe av smält koppar. Kulturen bedrev handel sina kopparföremål och den grekiska kulturen söderut.

## Boplatser
Boplatsen Vučedol ligger 5 km nedströms den kroatiska gränsstaden Vukovar, på Donaus högra strand. Det är en av de viktigaste  boplatserna från kopparåldern i sydöstra Europa. De viktiga fynden i Vučedol gjorde att hela den lokala perioden uppkallades efter Vučedol. –  Vučedolkulturen. Boplatsen var centrum för den sedan spridda kulturen. Fynden från utgrävningen finns på arkeologiska museet i Zagreb, och Vukovars stadsmuseum. Platsen är belägen på en extremt god strategisk position. Vučedol har ofta varit bebyggd i förhistorisk tid. Under kopparåldern omfattade bosättningen dagen utmärkta område, vilket är tre hektar stort. Boplatsen är betydligt större än normala samtida boplatser, vilket beror på att det var ett regionalt ekonomiskt och socialt centrum. En del av de mest betydelsefulla fynden från Vučedolkulturen har gjorts på denna plats.
Den högsta delen av Vučedolboplatsen avskildes från resten av bosättningen av två parallella diken. Dessa diken omgärdade en stor rektangulär struktur som var betydligt större än de ordinarie bostadshusen. Detta området hade de enda spåren efter kopparsmältning på boplatsen. Vissa forskare har argumenterat för att denna del av bosättningen beboddes av den lokala eliten. Denna elit kontrollerade Vučedol och kanske också produktion och handel med lyxprodukter i mindre bosättningar i området. Vučedolboplatsen förstördes 1991 i ett slag i inbördeskriget efter Jugoslaviens sönderfall. Platsen har sedan restaurerats och Vučedolkulturens museum har etablerats på området. Den utgrävda Vučedolboplatsens stratigrafi och historia är en bas för hela kulturen. Boplatserna ligger på flodterrasser vid Donau, på bergstoppar av typen befästa borgar, och på bostadshögar, så kallade tells (avlagringar av en mycket långvarig bosättning mer lerhus bildar en förhöjd markyta som man fortsätter att bo på) som delvis varit bebodda sedan tidigneolitikum, det vill säga i flera tusen år. Bosättningarnas storlek var mycket olika.  Vinkovci är den största utgrävda boplatsen med 1800 m² utgrävd yta.
I Vinkovci låg husen mycket tätt och var ordnade i en dubbel ring. Husen var lätt byggda med flätade grenar som lerklinats till cirka 5 cm tjocklek. Golven var av lera, stampade jordgolv och taket troligen vasstäckt. Väggarna var egentligen för tunna för att bära ett mjukt tak. Husen hade ett till två rum, en eldstad fanns i mitten av huset. Möbler har inte bevarats, men det finns lermodeller av stolar och bord. Dessa föremål kan vara av sakral natur och inte tillhöra den normala inredningen. I några bosättningar fanns kärl som var nedgrävda i golvet och troligen har varit vatten- eller förrådsbehållare. Bakugnarna låg utanför husen, liksom underjordiska klockformade gropar där man förvarade säden. Ibland innehöll de förrådskärl och bör ha tjänat som en jordkällare. Ibland innehåller dessa gropar rester av grisar, hundar, kalvar och rådjur, kanske offer, som markerade övergivandet av dessa strukturer. Boplatsen Laibacher Moor var en pålbyggnadsplats, det vill säga en träbyggd plattform i våtmarken.

## Transport
Fyrhjulsvagnar, troligen oxdragna, är belagda genom lermodeller. Från Laibacher Moor känner man ekstockar som båtar. Bosättningar på öar som Hvar, Korčula och Cres har bara varit möjlig genom fartyg.

## Begravningar
Inom kulturen överväger kroppsbegravningar på boplatserna. Kremationer under en gravhög är extremt sällsynta och hittills bara  hittade i Velika Humka och Humka. I Mala Gruda hittades en rikt utrustad skelettbegravning under en hög. I många bosättningsgropar har det hittats enstaka människoben, vilket visar att exkarnation var vanlig. Med exkarnation menas att alla mjukdelar har avlägsnats från ben som sedan tillvaratas. 

## Genetik
En studie från februari 2018 publicerad i Nature har en genetisk DNA-analys av tre individer som grävts ut i gravar av Vučedolkulturen. En man hade haplogruppen R1b1a1a2a2 och T2e, medan en annan man bar på G2a2a1a2a och T2c2. Kvinnan bar på U4a.

## Tolkning av kulturen
Ingen helt klar slutsats av vilket språk kulturens bärare talade kan göras, så det är oklart om språket var indoeuropeiskt och i vilken utsträckning befolkningen var uppblandad med den ursprungliga förindoeuropeiska befolkningen vid Adriatiska havets kust i Dalmatien och Bosnien-Hercegovina. Marija Gimbutas karaktäriserade klockbägarkulturen som en sammansmältning av Vučedol- och Jamnakulturen, utformad efter att Jamnakulturens folk hade trängt in i Vučedolkulturens område. Kontakten mellan dessa båda folk under något eller några århundraden från cirka 3000 f.Kr skapade klockbägarkulturen.

## Viktiga fyndorter
- Laibacher Moor
- Mala Gruda-graven
- Sarvaš
- Vinkovci
- Vučedol